# Identificación de ganado

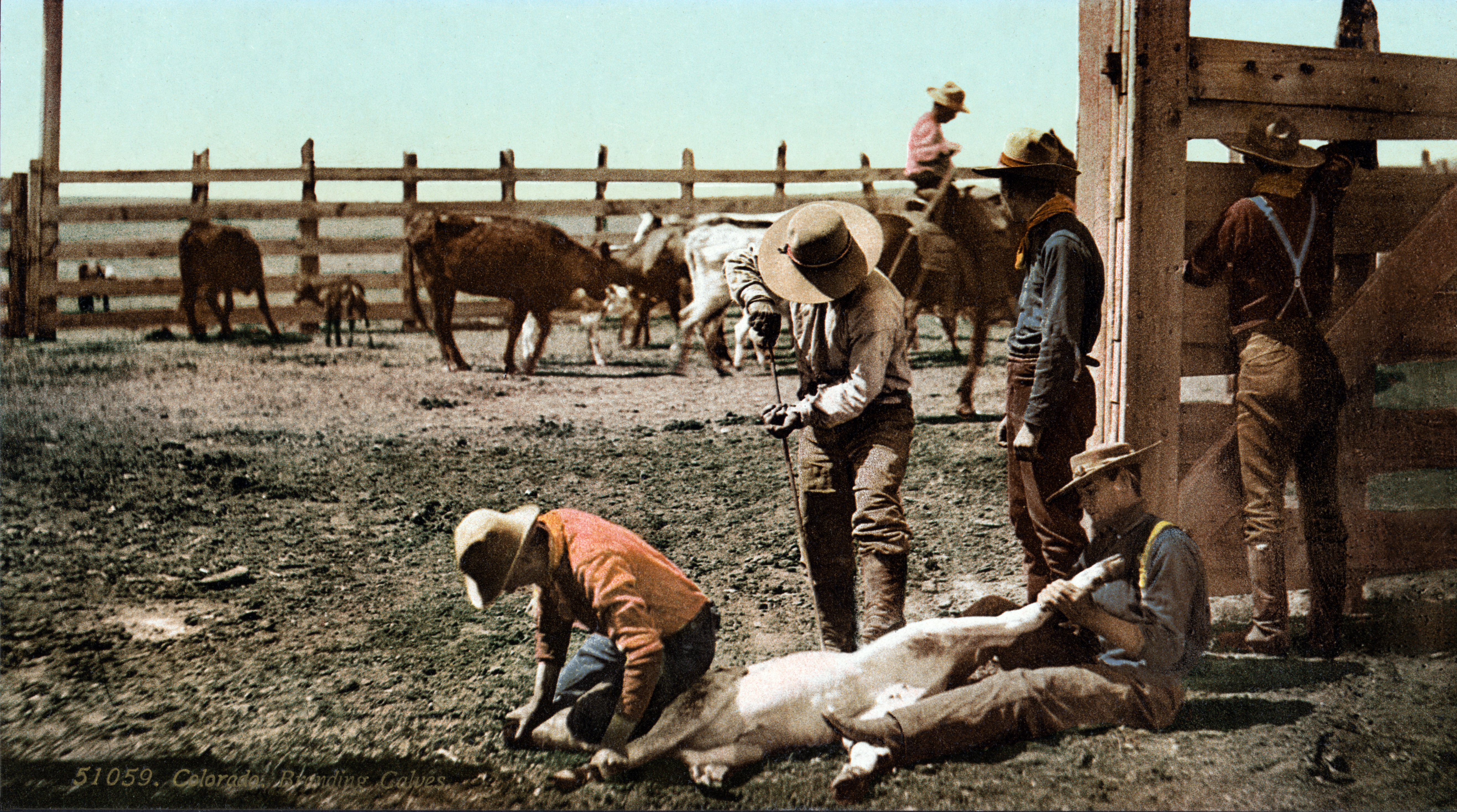
Marcaje de los terneros en Colorado, c. 1900. Copia Photochrom.

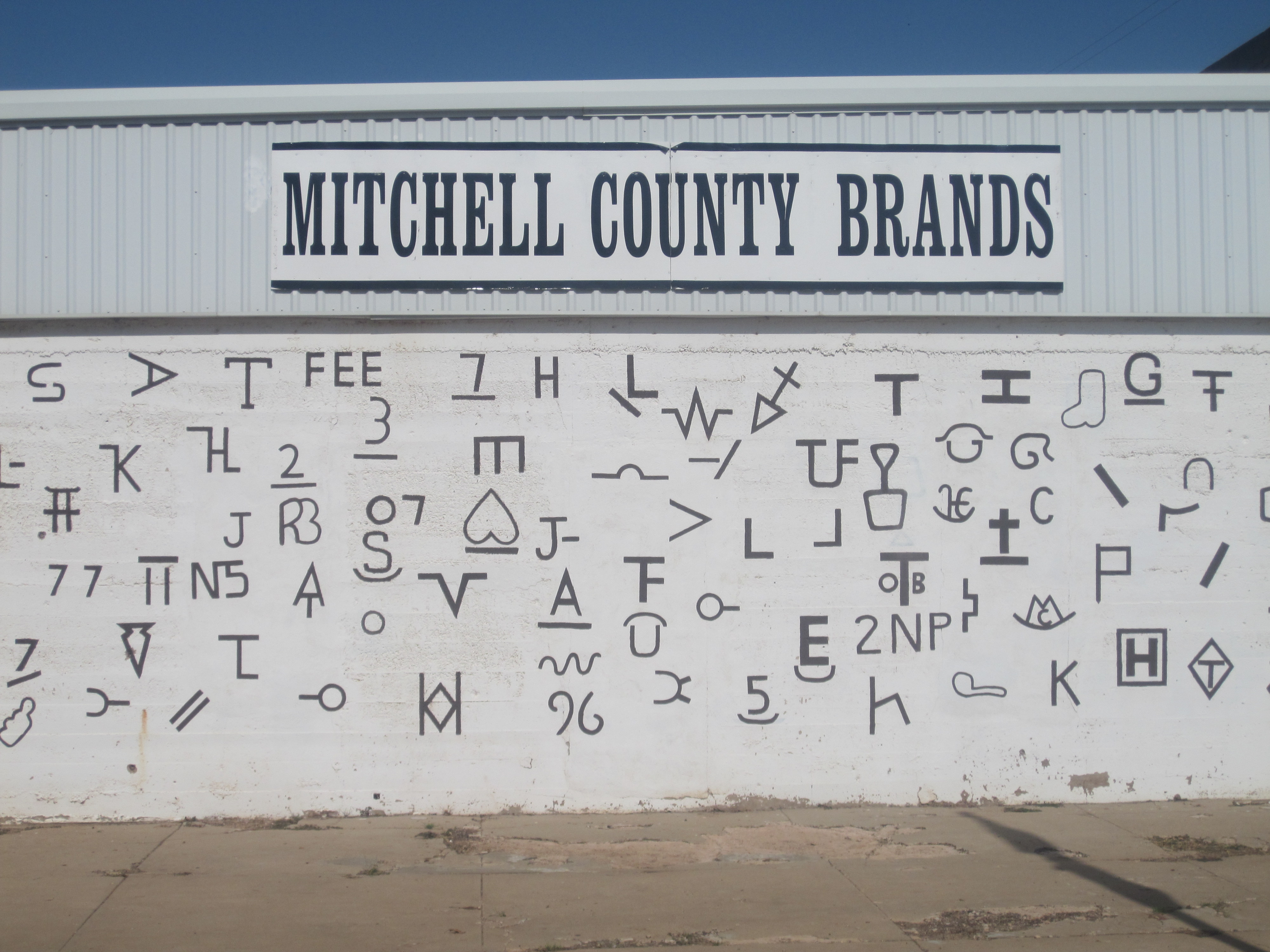
Las marcas de ganado utilizadas en el Condado de Mitchell en el Oeste de Texas se muestran en un mural público en la Ciudad de Colorado, Texas.

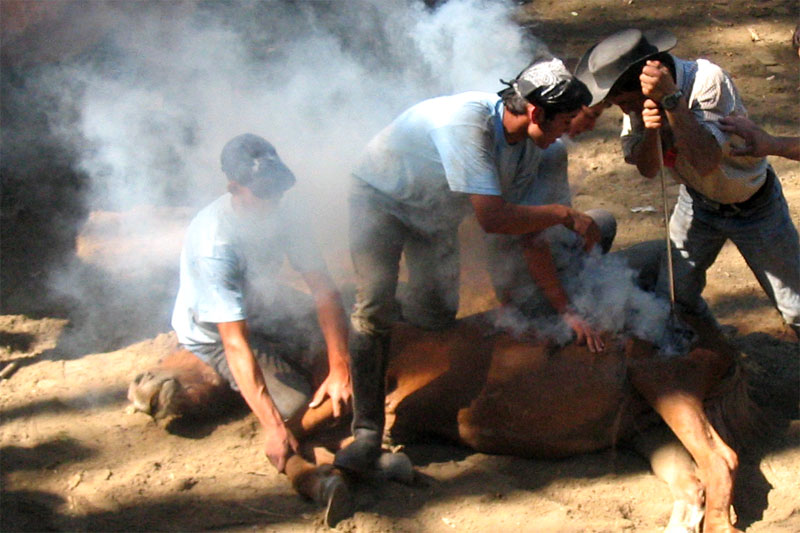
Herrado por calor a un caballo, España.

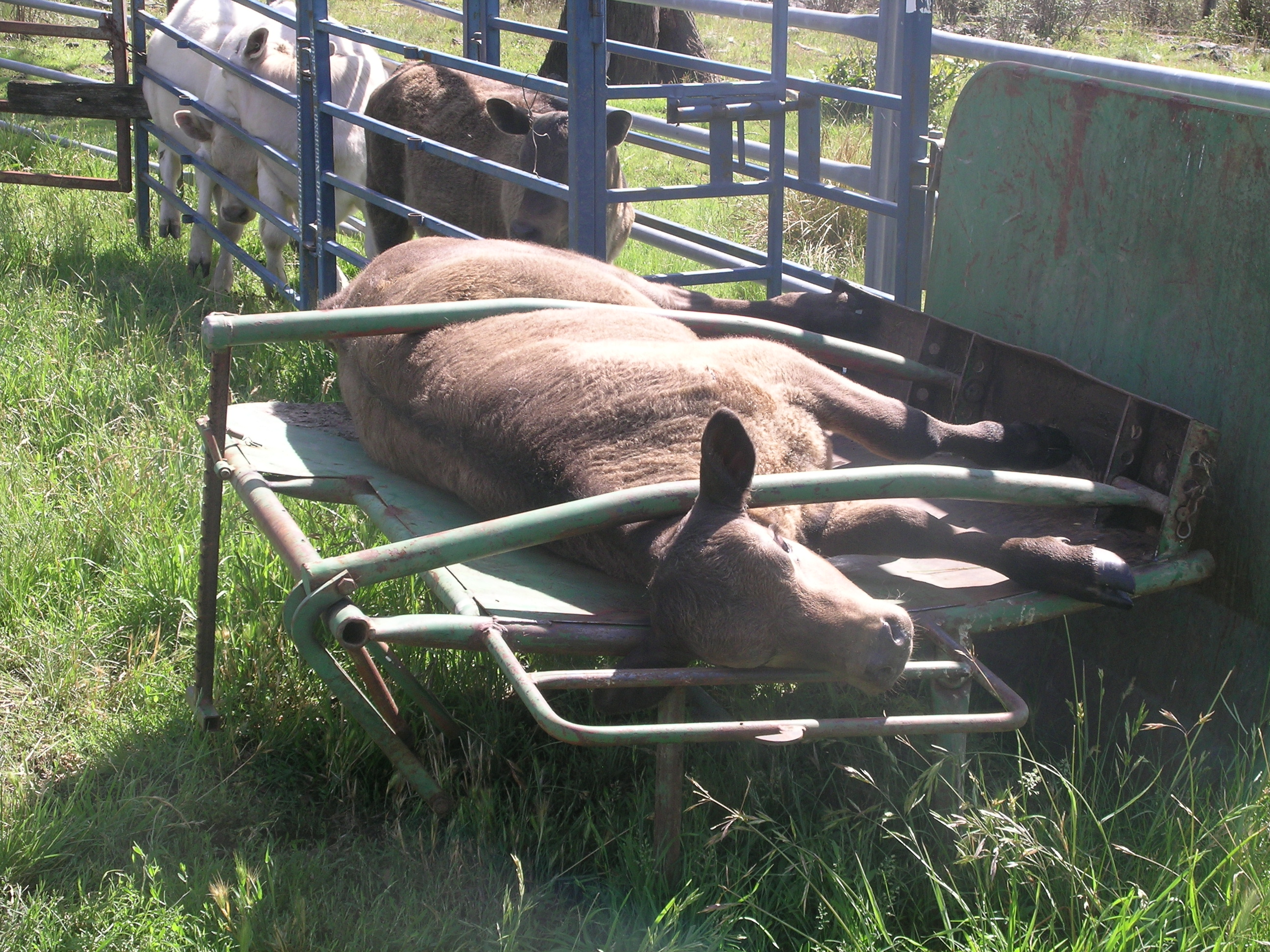
Mesa portátil moderna para el marcaje de terneros, Nueva Gales del Sur, Australia.

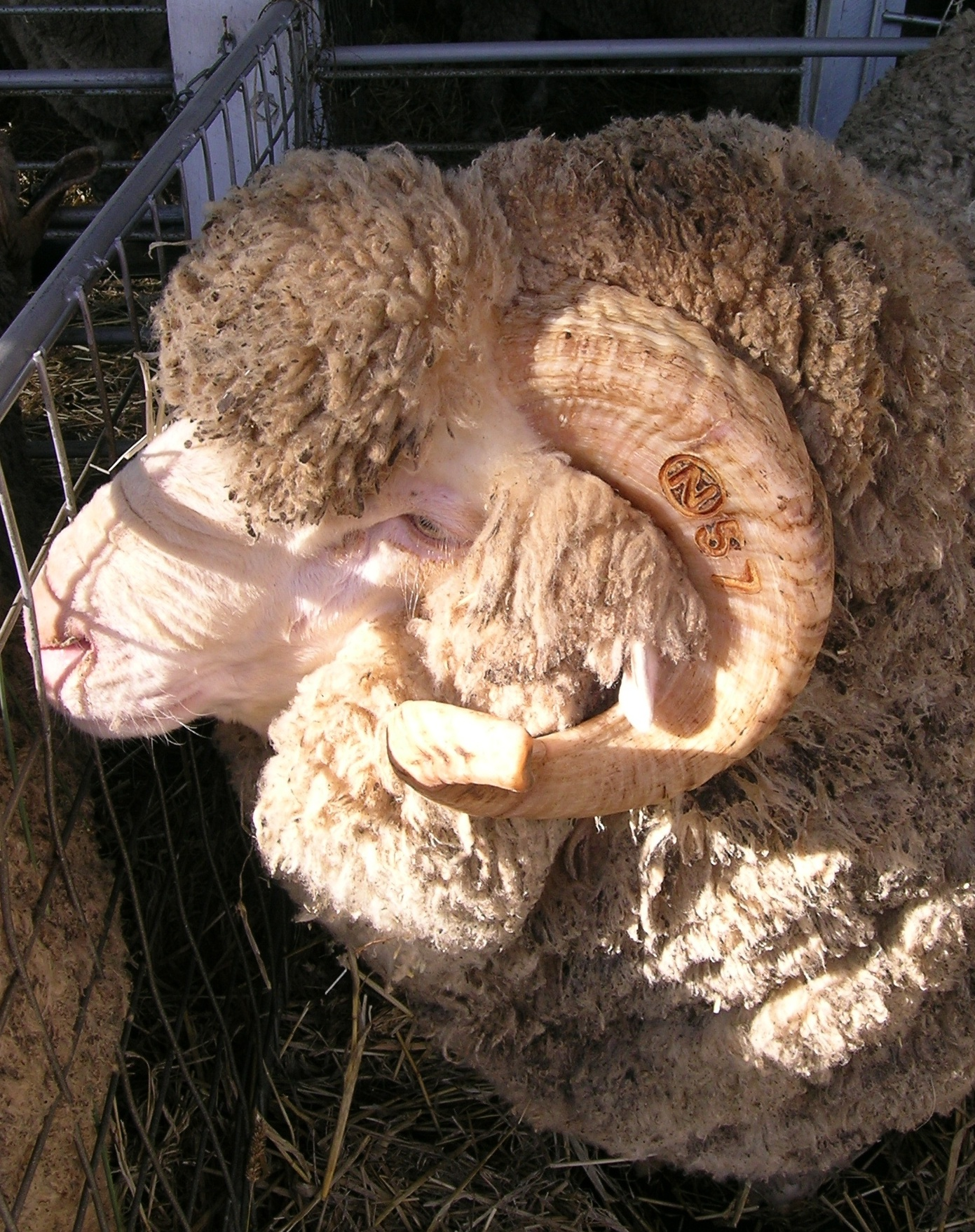
Un carnero de la raza Merino que ha sido marcado en su cuerno.

La identificación de ganado es una técnica para el marcado de ganado, así como para identificar al propietario. Originalmente, el marcado de ganado únicamente se refería a la técnica de herrado caliente usada para ganado de gran tamaño, aunque ahora el término se usa también para referirse a otras técnicas alternativas, tales como el herrado en frío. Otras formas de identificación ganadera incluyen tatuajes en la parte interior del labio o en las orejas, marca o corte en las orejas, aretes visuales en la oreja, e implantes RFID con un tipo de microchip o con crotales electrónicos. Las marcas de pintura semi-permanente utilizadas para identificar ovejas se denomina marcaje de pintura o de color. En el oeste de Estados Unidos, la identificación ganadera evolucionó hasta convertirse un complejo el sistema de marcaje todavía en uso hoy en día.

## Historia
El acto de marcar el ganado con marcas hechas de hierro candente para identificar la propiedad tiene sus orígenes en la antigüedad, con usos que se remonta a los antiguos Egipcios. Entre los antiguos Romanos, los símbolos utilizados para las marcas, algunas veces, eran elegidos como parte de un hechizo de magia destinado a proteger a los animales del daño.
En el léxico de inglés, la palabra "brand", común a la mayoría de las lenguas germánicas (a partir de la cual la raíz también viene de "quemar", cf. Alemán de Brand "quemar, fuego"), originalmente significaba algo caliente o que quema, como una tea. En la Edad Media europea, comúnmente identificaba el proceso de grabación de una marca en ganado de piel gruesa, tales como ganado bovino, así como para identificar la propiedad bajo el animus revertendi. La práctica se extendió particularmente en naciones con grandes regiones de pastoreo de ganado, como España.
Estas costumbres europeas fueron importados a América y fueron afinados por la tradición vaquera en lo que hoy es el suroeste de Estados Unidos y norte de México. En el Oeste Americano, una «marca de hierro» consistía en una varilla de hierro con un simple símbolo o marca que los vaqueros calentaban en un fuego. La marca de hierro se ponía al rojo vivo, y el vaquero presionó la marca de hierro contra el cuero de la vaca. La marca permitía que el ganado propiedad de varios ranchos podría entonces pastar libremente juntos en campo abierto. Los cowboys podrían, más adelante, separar el ganado mediante el rodeo antes de llevarlos al mercado. Los ladrones de ganado utilizaban planchas de hierro de forma ingeniosa para realizar el cambio de marcas. El cambio de marca más famoso motivó el cambio de la marca X I T en la marca Star-Cross, una estrella con una cruz en el interior. Las marcas llegaron a ser tan numerosas que se hizo necesario registrarlas en libros que los ganaderos pudieran llevar en sus bolsillos. Se aprobaron leyes que exigieron el registro de marcas, y la inspección de ganado se llevó a cabo a través de diversos territorios. Las sanciones fueron impuestas a quienes no presentaran una factura de venta válida con una lista de las marcas presentes en los animales comprados.
Desde las Américas, muchas tradiciones de marcaje de ganado y sus técnicas se extendieron a Australia, donde se desarrolló un conjunto distinto de tradiciones y técnicas. El marcaje e identificación ganadera lleva practicándose en Australia desde 1866, pero después de 1897, los propietarios tuvieron que registrar sus marcas. Las marcas realizadas con fuego y pintura no podían estar duplicadas.

## Uso moderno
El pastoreo de corral o a campo abierto es menos común hoy en día que en el pasado. Sin embargo, la marca todavía tiene sus usos. El objetivo principal es demostrar la titularidad en caso de pérdida o robo de animales. Muchos estados occidentales de Estados Unidos tienen leyes estrictas con respecto a las marcas, incluyendo el registro de marcas, y la inspección de las mismas. En muchos casos, una marca en un animal se considera prueba  prima facie de la propiedad.
En la industria de las pieles y el cuero, las marcas son consideradas un defecto, y puede disminuir el valor del cuero. Esta industria tiene un número de términos tradicionales relacionados con las técnicas para ocultar o disimular la marca. "Colorado branded" (argot "Collie") se refiere a la colocación de una marca en el lado de un animal, aunque esto no necesariamente indica que el animal sea de Colorado. "Butt branded" se refiere a ocultar una marca colocada en la parte de la piel que cubre el área de la grupa del animal. Un animal cleanskin (piel libre) es uno sin marca, mientras que una piel sin una marca es denominada native.
Fuera de la industria ganadera, la marca en caliente (herraje) fue utilizada en 2003 por investigadores de tortugas para conseguir un método único y permanente de identificación de cada una de las tortugas de Galápagos  objeto de estudio. En este caso, la marca se aplica en la parte trasera del caparazón de las tortugas. Esta técnica ya ha sido sustituida por la implantación de microchips PIT (combinado con números de identificación pintados en el caparazón).

## Métodos
El cowboy o vaquero tradicional para marcar el animal lo capturaba y sujetaba con una soga , tendiéndolo sobre el suelo, atando sus piernas juntas, y aplicando una marca de hierro calentada en un fuego. La práctica de los ranchos modernos ha evolucionado hacia el uso de rampas donde los animales son confinados en un área limitada y sujetados de forma segura mientras se les aplica la marca. Dos tipos de restricciones usados son el brete o cepo para animales o el potro de herrar (para ganado más grande), que puede cerrarse sobre cualquiera de los lados de un animal de pie, o una cuna para marcaje, donde los terneros son capturados en una base que gira de manera que el animal está acostado sobre su lado. 

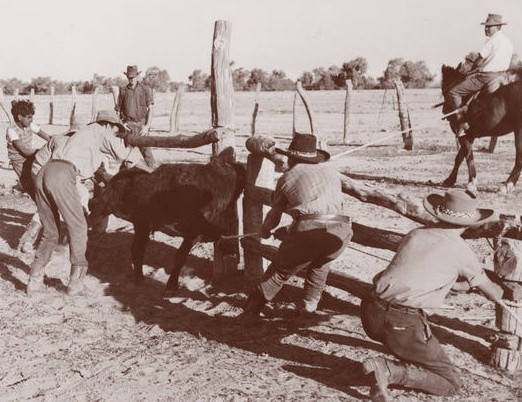
Caballo salvaje o bronco siendo marcado en el Top End (Australia).

El marcaje bronco es un antiguo método de capturar ganado sin marca en las estaciones de ganado del Extremo Superior para su marca en Australia. Un caballo pesado, por lo general emparentado con algún caballo de tiro, y normalmente equipado con un arnés de caballo al cuello, se utiliza para asegurar al ternero elegido. El ternero, a continuación, se eleva a varios paneles cubierto y a un poste construido para el propósito en el centro del patio. Los ganaderos demontados del caballo le atan las patas y lo tiran al suelo para asignarles la marca, marcarles la oreja y castrados (si es un toro). Con la llegada de las cunas portátiles, este método de identificación ha ido quedándose desfasado en las estaciones. Sin embargo, ahora hay algunos concursos de marcaje de broncos en los rodeos y joranadas de campdrafting, etc.
Algunos ranchos todavía usan hierro candente al fuego de madera o carbón, mientras que otros utilizan marca de hierro que se caliente de modo eléctrico. También hay calentadores de gas y son muy populares en Australia, ya que permite que la temperatura del hierro pueda regularse y el calor del fuego cercano no molesta. Sin importar el método de calentamiento, el hierro sólo se aplica la cantidad de tiempo necesario para eliminar todo el pelo y crear una marca permanente. Son aplicados por más tiempo al ganado que a los caballos, debido a la diferencia de espesores de sus pieles. Si una marca se aplica demasiado tiempo, puede dañar la piel demasiado profundamente, por lo que requiere tratamiento para evitar una infección potencial y una curación a largo plazo. Marcar el ganado con la piel moja hace que se corra la marca. La identificación de ganado puede ser difícil en aquellos de pelo largo, y puede ser necesario recortar la zona para ver la marca.
Los caballos también pueden marcarse en sus pezuñas, pero esta no es una marca permanente, por lo que necesita ser rehecha de nuevo cada seis meses. En el ámbito militar, algunas de las marcas indican la pertenencia de los caballos al ejército y sus números de escuadrón. Estos números de identificación se utilizaban en los caballos del ejército Británico para identificar los caballos muertos en el campo de batalla. Los cascos de los caballos muertos eran retirados y devueltos a los Guardias de Caballos con una solicitud de reemplazo. Este método fue utilizado para evitar el fraude en las solicitudes de los caballos. Los carneros de la raza merina y los toros a veces son marcados en los cuernos para su identificación individual permanente.